# دبیرخانه بخش راتوتا
دبیرخانه بخش راتوتا (به لاتین: Rattota Divisional Secretariat) یک منطقهٔ مسکونی در سری‌لانکا است که در ناحیه متاله واقع شده‌است.